# Voranava
Voranava (bělorusky Воранава nebo Вярэнаў – Vjarenaŭ, rusky Вороново – Voronovo, polsky Woronów, litevsky Voranavas) je sídlo městského typu v Hrodenské oblasti v Bělorusku. K roku 2018 v ní žilo přes šest tisíc obyvatel.

## Poloha a doprava
Voranava leží u severovýchodní okraje Hrodenské oblasti nedaleko bělorusko-litevské hranice (a tím i hranice Evropské unie). Od Hrodna, správního střediska oblasti, je vzdálena 133 kilometrů severovýchodně. Nejbližší město v okolí jsou Šalčininkai ve Vilniuském kraji v Litvě ležící přímo na sever, nejbližší běloruské město je Lida ležící přímo na jih.
Ve městě je železniční stanice na trati z Lidy do Vilniusu.

## Dějiny
První zmínka o Voranavě je z 16. století.